# Więzadło głowy kości udowej
Więzadło głowy kości udowej, więzadło obłe kości udowej (łac. ligamentum capitis femoris, ligamentum teres femoris) – w anatomii człowieka więzadło wewnątrzstawowe stawu biodrowego.
Więzadło bierze swój początek na obu końcach powierzchni księżycowatej i więzadle poprzecznym panewki jako dwa powrózki. Biegnie ku górze i dochodzi do dołka głowy kości udowej. Jest objęte błoną maziową torebki stawowej.
Funkcje więzadła głowy kości udowej są nie do końca poznane. Postuluje się jego udział w hamowaniu przywodzenia i ruchów obrotowych uda na zewnątrz i zwilżaniu głowy kości udowej mazią stawową.